# Luís de Gruuthuse

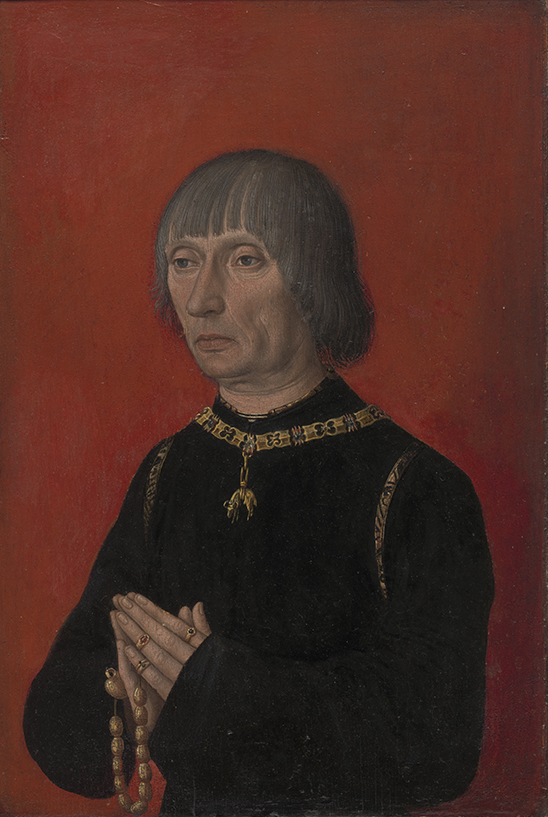
Luís de Gruuthuse, usando o colar da Ordem do Tosão de Ouro. Retrato do Mestre dos retratos principescos, Museu Groeninge, Bruges

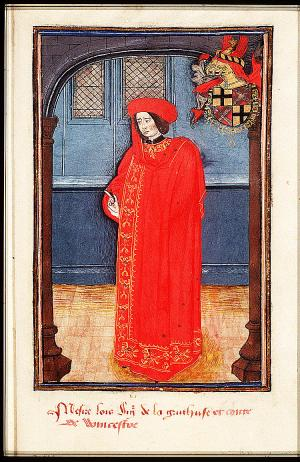
Retrato em miniatura com inscrição Mesire Lois Sig(neu)r de la Gruuthuse et Comte de Wincestre, de um manuscrito de 1473 contendo os estatutos da Ordem do Tosão de Ouro

Luís de Bruges, Senhor de Gruuthuse, Príncipe de Steenhuijs, Conde de Winchester (em holandês: Lodewijk van Brugge; c. 1427 – 24 de novembro de 1492), foi um cortesão, bibliófilo, soldado e nobre flamengo. Foi agraciado com o título de Conde de Winchester pelo rei Eduardo IV da Inglaterra em 1472, e foi estatuder da Holanda e Zelândia entre 1462 e 1477.

## Vida pregressa
Nascido em (ou por volta de) 1422 como filho mais velho do Lorde João IV de Bruges da família Gruuthuse e de Margarida de Steenhuyse, Senhora de Avelgem, o jovem Loys (Luís ou Ludovico) foi treinado nas artes da guerra e da corte na riqueza e luxo da Idade de Ouro de Flandres. No Torneio do Urso Branco, realizado em Bruges todos os anos, Luís participou em 1443, 1444, 1447, 1448 e 1450. Ele frequentemente ganhava um dos prêmios. Isso chamou a atenção do Duque da Borgonha e do Conde de Flandres, Filipe, o Bom (1396–1467), que fez de Luís seu escudeiro e servidor oficial de vinhos, um título honorário concedido a apenas alguns homens selecionados.
Como cortesão, seguia o duque em torno de seu ducado em expansão. Encontrando-se com os mais altos nobres e príncipes da Europa, ele aprendeu a arte da diplomacia e garantiu seu lugar na corte da Borgonha. Em 19 de abril de 1450, participou novamente do Torneio do Urso Branco e novamente ganhou um dos prêmios.

## Guerra

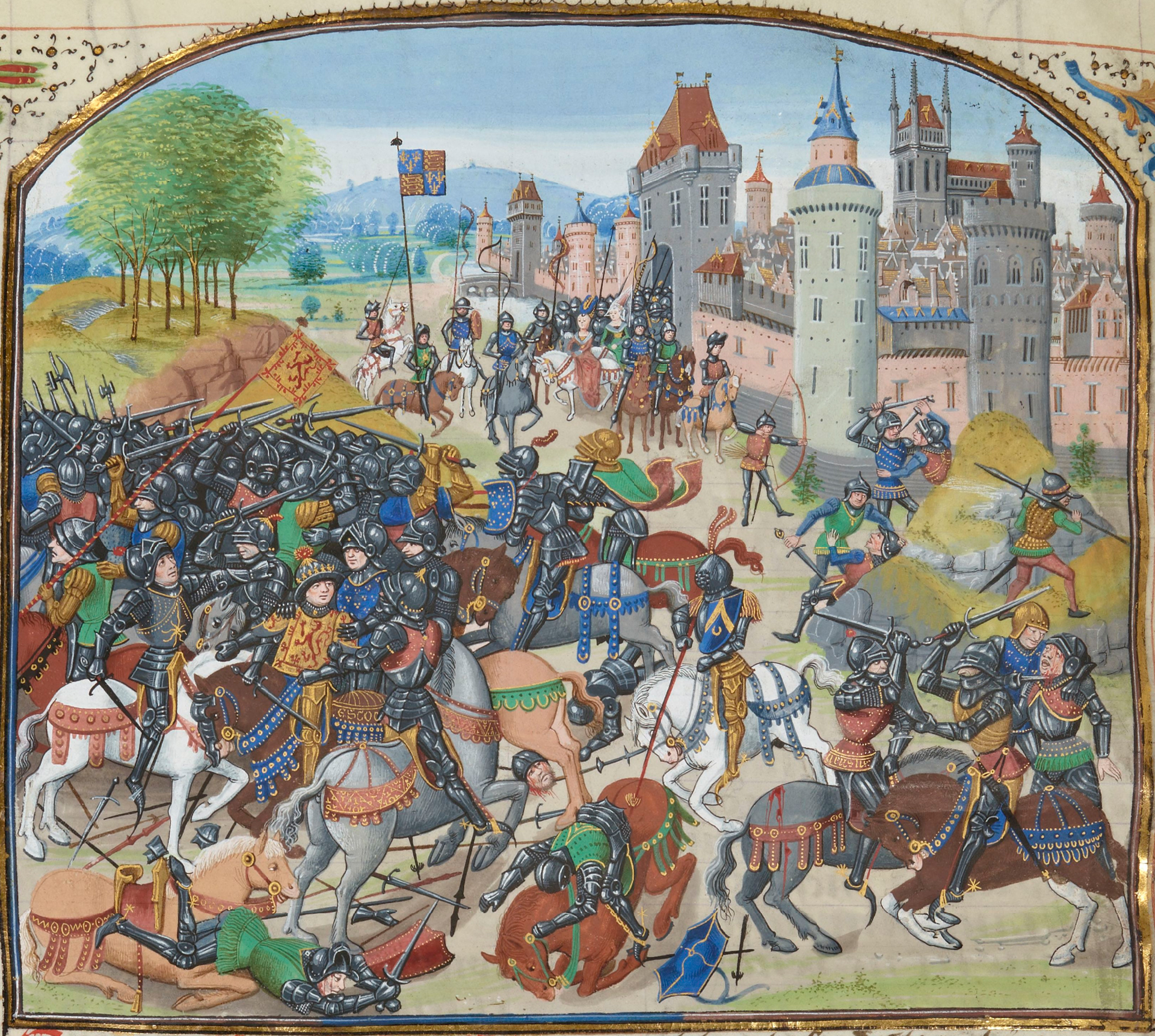
Batalha de Neville's Cross na iluminada Froissart de Luís, Bruges, década de 1470

Este foi seu último torneio em Bruges, mas uma verdadeira guerra chegou. Uma crise com a cidade de Gante sobre um imposto no sal atingiu seu apogeu e a cidade declarou guerra contra Filipe, o Bom. Durante a Guerra do Sal, Luís foi nomeado governador de Bruges e provou ser um aliado valente e leal do duque. Durante o inverno de 1452-1453, a Guerra do Sal devastou o campo de Flandres, de modo que, quando chegou a primavera, o duque reuniu seu exército e partiu para Gante com Luís de Gruuthuse como um de seus comandantes. Foi nomeado cavaleiro em 23 de julho de 1453 no campo de batalha de Gavere e recebeu o comando da retaguarda. A batalha foi um desastre para Gante. Seu exército foi destruído e o sangue coloriu o rio Escalda de vermelho. Luís temia a devastação de Gante e pediu ao duque que poupasse a cidade da pilhagem. A misericordiosa resposta do duque foi: "Se eu fosse destruir esta cidade, quem iria construir uma como esta para mim ?!"

## Conselheiro
Depois da guerra, Luís tornou-se um conselheiro de confiança e foi suficientemente confiável para organizar o casamento entre Carlos de Charolais, filho do duque, e Margarida de Iorque, irmã do rei da Inglaterra. Em 1454 esteve presente na Festa do Faisão em Lille. Em 1455, ele mesmo se casou com Margarida, senhora de Borssele, da família nobre mais proeminente de Zelândia, aparentada com as famílias reais escocesa e francesa e com os duques da Borgonha. Seu primeiro filho, João V, nasceu em 1458.
Em 1461, foi nomeado Cavaleiro da Ordem do Tosão de Ouro. Ele agora carregava os títulos de "Siege (=senhor) de Bruges", príncipe de Steenhuijse, senhor de Avelgem, Haamstede, Oostkamp, Beveren, Thielt-ten-Hove e Spiere.
Entre 1463 e 1477 ocupou o cargo de tenente-general (ou estatuder) em Haia como o mais alto funcionário do duque nas províncias de Holanda, Zelândia e Frísia (embora este último não fizesse parte dos territórios da Borgonha). Durante o inverno de 1470-1471, Gruuthuse hospedou o rei Eduardo IV, um exilado da Guerra das Rosas. Em troca, Eduardo mais tarde deu a Gruuthuse o título hereditário de Conde de Winchester, uma honra muito excepcional para um não inglês.

## Patrocínio das artes

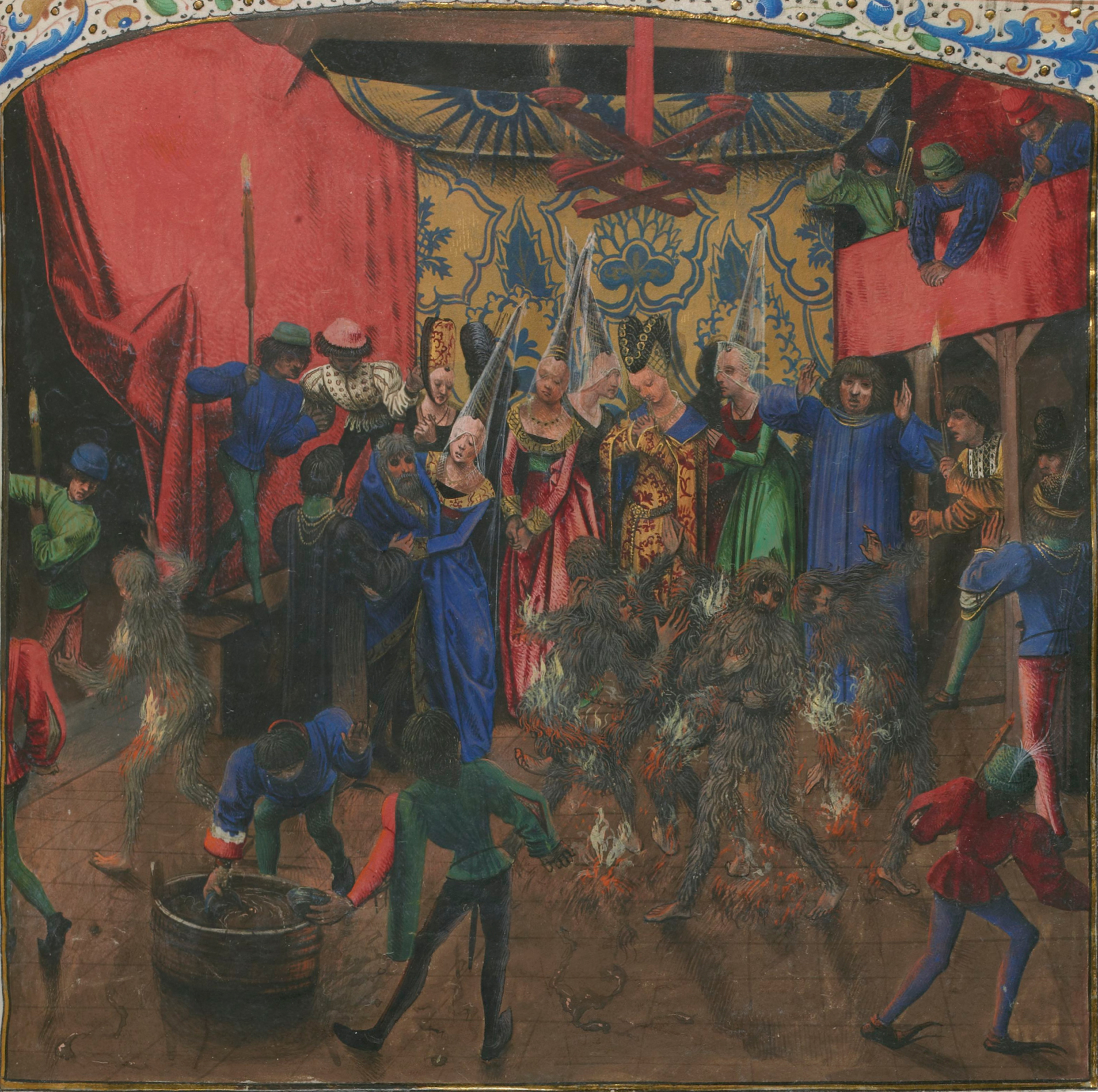
O Baile dos Ardentes pelo Mestre de Antônio de Borgonha, do Froissart de Luís de Gruuthuse, seu manuscrito mais ricamente decorado

Luís parece ter sido o segundo maior comprador, depois de Filipe, o Bom, de iluminuras das melhores oficinas flamengas na época, então no auge do sucesso. Parece que teve uma coleção de livros totalizando 190 volumes, a maioria secular em conteúdo, dos quais mais da metade eram cópias iluminadas contemporâneas. Isso fez com que sua coleção fosse duas vezes maior que a coleção real inglesa contemporânea. Ele parece ter incorporado retratos de si mesmo em miniaturas em vários livros, como uma figura extra, vestindo o Tosão de Ouro, aparece em suas cópias, mas não em composições semelhantes em outras cópias das mesmas obras. Muitos de seus volumes passaram para o rei Luís XII da França e agora estão na Biblioteca Nacional da França, incluindo um Froissart (BnF Fr 2643–6) de quatro volumes que contém 112 miniaturas pintadas pelos melhores artistas de Bruges da época, entre eles Loiset Lyédet, a quem as miniaturas dos dois primeiros volumes são atribuídas. Os outros dois volumes foram feitos por iluminadores anônimos conhecidos como o "Mestre de Antônio de Borgonha", o Mestre de Margarida de Iorque e o "Mestre do Livro de Orações de Dresden" como um assistente.
O manuscrito Gruuthuse, contendo poesia vernácula, era propriedade da família nobre belga van Caloen de Koolkerke perto de Bruges até que foi vendido para a Biblioteca Real dos Países Baixos em Haia em fevereiro de 2007. Outro manuscrito, o Penitence d'Adam, de 1472, foi dedicado a ele pelo famoso escriba, e posteriormente impressor, Colard Mansion, de Bruges.
Luís foi de fato uma das últimas pessoas a encomendar novos manuscritos em tal escala; ele provavelmente começou a colecionar livros no final da década de 1460, com muitas de suas principais encomendas datando da década de 1470. Em alguns casos, mesmo a partir dessa década, os títulos já existiam na forma impressa e, no final de sua vida, a maioria dos títulos podia ser comprada impressa, e a iluminura flamenga, especialmente de obras seculares, estava em profundo declínio. O colapso do estado da Borgonha após a morte de Carlos, o Ousado agravou ainda mais essa posição, e há documentação que mostra que Luís permitiu que Eduardo IV da Inglaterra comprasse da oficina um Josefo encomendado por ele e o encorajou a fazer outras compras de manuscritos flamengos, provavelmente na tentativa de manter uma indústria em crise.